# Posttestwaarschijnlijkheid van ziekte
De posttestwaarschijnlijkheid van ziekte (Engels: post-test probability of disease, PTPD) is de kans berekend op basis van een positieve testuitslag dat men aan een door een test onderzochte ziekte lijdt. Het is de voorwaardelijke kans op de ziekte gegeven dat de test een positief resultaat als uitslag had. Een synoniem is nakans. Omdat vrijwel alle medische tests een zekere foutmarge hebben, is de posttestwaarschijnlijkheid meestal niet gelijk aan 100%. Vaak zal een (klein) percentage gezonde personen positief op de test reageren (en dus in eerste instantie onterecht voor ziek gehouden worden), alsook zal een (klein) percentage van daadwerkelijk zieke personen niet positief op de test reageren (en dus in eerste instantie onterecht voor niet ziek gehouden worden).
De situatie laat zich samenvatten in de onderstaande tabel. Daarin zijn {\displaystyle a,b,c} en {\displaystyle d} de overeenkomstige aantallen in de betrokken populatie:
|          | ziek              | niet ziek         |
| -------- | ----------------- | ----------------- |
| positief | {\displaystyle a} | {\displaystyle b} |
| negatief | {\displaystyle c} | {\displaystyle d} |
Bij positief testresultaat is de nakans de voorwaardelijke kans dat iemand aan de ziekte lijdt als het testresultaat positief is. Dat is het aantal personen, {\displaystyle a}, die positief scoren en aan de ziekte lijden, gedeeld door het totaal aantal personen, {\displaystyle a+b} die positief scoren. Men kan bij positief testresultaat dus schrijven:
{\displaystyle {\text{PTPD+}}={\frac {a}{a+b}}}
Deze nakans of posttestwaarschijnlijkheid geeft aan hoe waarschijnlijk het is dat een persoon die positief op de test scoort, ook daadwerkelijk de ziekte heeft. Een hoge uitkomst wijst erop dat de test weinig gezonde mensen ten onrechte als ziek verklaart (fout-positief). Een dergelijke ongewenste uitslag wordt in de statistiek wel een fout van de eerste soort genoemd.
Bij negatief testresultaat is de nakans het aantal personen, {\displaystyle c}, die negatief scoren en aan de ziekte lijden, gedeeld door het totale aantal, {\displaystyle c+d}, personen die negatief scoren. Men kan bij negatief testresultaat dus schrijven:
{\displaystyle {\text{PTPD–}}={\frac {c}{c+d}}}
PTPD+ is gelijk aan de positieve predictieve waarde. PTPD– is gelijk aan (1 – de negatieve predictieve waarde). In dat geval is iemand wel ziek, maar heeft de test dat niet kunnen ontdekken (fout-negatief). In de statistiek wordt een dergelijke foutieve uitslag een fout van de tweede soort genoemd.
Er is een direct verband met de zogenaamde odds, de kansverhouding. De odds bij positief resultaat zijn {\displaystyle a/b}. Zou bijvoorbeeld {\displaystyle a=40} en {\displaystyle b=10}, dan zijn de odds 4 tegen 1. Er geldt:
{\displaystyle {\text{PTPD+}}={\frac {a}{a+b}}={\frac {\text{odds}}{{\text{odds}}+1}}}
In het voorbeeld is dus
{\displaystyle {\text{PTPD+}}={\frac {4}{4+1}}=0{,}8\ (80\%)}
De odds bij negatief testresultaat zijn {\displaystyle c/d}. Dus is ook:
{\displaystyle {\text{PTPD–}}={\frac {c}{c+d}}={\frac {\text{odds}}{{\text{odds}}+1}}}
Zijn de odds bij negatief testresultaat bv. 1 tegen 9 dan is
{\displaystyle {\text{PTPD–}}={\frac {1}{1+9}}=0{,}1}
Omgekeerd kunnen de odds teruggevonden worden uit de posttestwaarschijnlijkheid. Er geldt immers:
{\displaystyle {\text{odds}}={\frac {\text{PTPD}}{1-{\text{PTPD}}}}}